# Enluminure mérovingienne

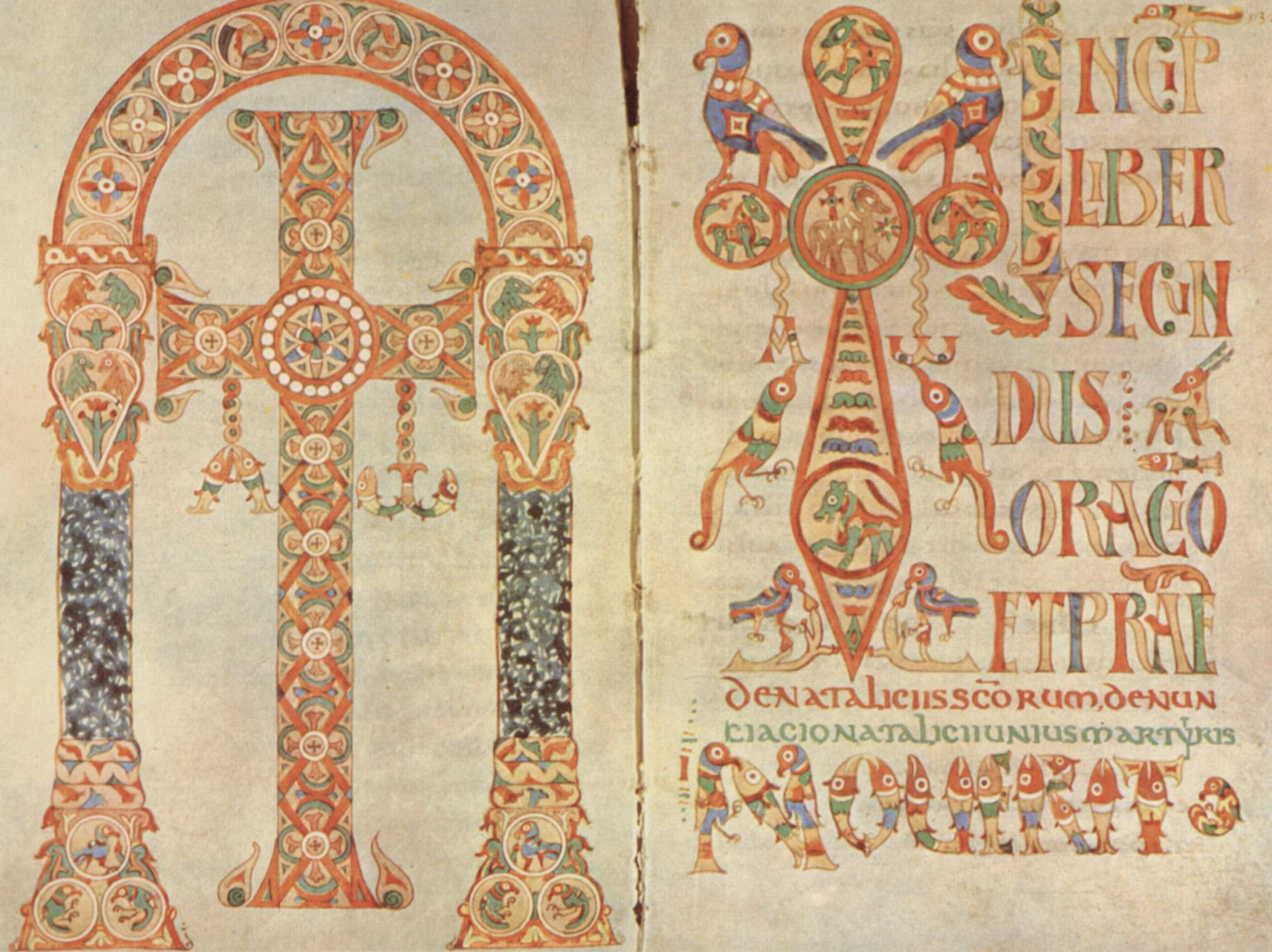
Bifolio du Sacramentaire gélasien.

L'enluminure mérovingienne désigne l'ensemble des manuscrits décorés pendant la période des rois mérovingiens, entre le VIe siècle et la fin du VIIIe siècle, dans l'espace des Royaumes francs.
L'héritage culturel de l'époque mérovingienne, qui précède et préfigure dans une certaine mesure la renaissance carolingienne, est en particulier à noter dans le domaine des manuscrits peints. Différents ateliers, à Laon, à Luxeuil ou à Corbie notamment, réalisent des manuscrits luxueux présentant d'évidentes similitudes de style (motifs orientaux et coptes, éléments géométriques ou zoomorphes). Ceci permet de parler de l'enluminure mérovingienne comme d'un ensemble artistique cohérent, certains historiens de l'art allant jusqu'à parler d'une véritable « école mérovingienne ».

## Contexte historique
La plupart des historiens s'accordent pour situer l'époque mérovingienne entre deux dates très précises : l'avènement de Clovis (vers 466-511) en 482, et le coup d'État de Pépin le Bref (vers 715-768) en 751.
Le nom de la dynastie vient de Mérovée (mort vers 458), roi des Francs saliens, père de Childéric Ier (vers 436-vers 481), qui était lui-même le père de Clovis. En 486, Clovis remporte sur Syagrius la victoire de Soissons. Il s'installe à Paris. Sa conversion au christianisme lui apporte le soutien de l'Église qui redoute l'arianisme, adopté par les Wisigoths et les Burgondes. En 507, par la victoire de Vouillé sur Alaric II, roi des Wisigoths, Clovis soumet cette partie de la Gaule entre la Loire et les Pyrénées.
Ses quatre fils, Thierry Ier (vers 485-534, roi de Reims, - Clodomir (vers 495-558), roi d'Orléans, - Clotaire Ier (vers 497-561, roi de Soissons puis de Paris, et enfin roi des Francs, soumettent les Burgondes (534), puis la Provence (536). Le Regnum Francorum (royaume des Francs), qui comporte la Gaule, l'Italie du Nord et une partie de l'Allemagne, devient une puissance importante face à Byzance.
La coutume franque du partage du royaume entre les fils du souverain risque de disloquer le territoire. Mais, en général, un des fils porte toujours le nom de Rex Francorum (roi des Francs), et Paris reste la capitale exclue des partages : il y a donc toujours une unité. Par ailleurs, malgré les conflits internes, les frontières du royaume ont toujours été défendues contre les agressions étrangères. Malgré cela, le royaume mérovingien finit par se diviser en quatre parties : au Nord-Ouest la Neustrie, au Nord-Est l'Austrasie, au Sud-Ouest l'Aquitaine, et enfin la Bourgogne centrée sur le couloir rhodanien.
Les Pépinides unifient le Nord. Leurs descendants, les Carolingiens, fonderont un nouvel empire plus vaste encore que le Regnum Francorum.

## La vie religieuse

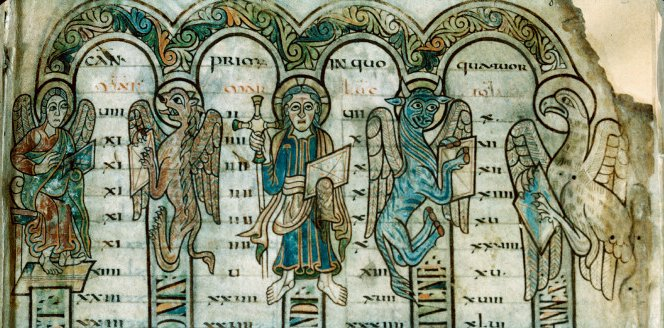
Symboles des Évangélistes. Fin du VIIIe siècle.

La vie religieuse s'organise autour de deux foyers: les Cités épiscopales, où l'évêque joue également un rôle de fonctionnaire du pouvoir royal, - et les monastères fondés par des moines irlandais et anglais. Les évêques sont, à l'époque, de plus en plus ambitieux, puissants et riches, mais ne parviennent pas à enrayer la décadence intellectuelle dont la culture latine classique est la première victime.
Si l'on excepte quelques centres urbains où la pensée demeure vivante, comme Laon, ce sont les monastères qui assurent la copie des livres pour sauver au moins la culture chrétienne. Cet art est d'origine insulaire : Saint Colomban (540 env.-615), venant d'Irlande vers 590 avec douze moines, s'installe dans les Vosges où il construit le monastère de Luxeuil. En même temps que sa foi missionnaire, l'art de son île natale se répand dans le Regnum Francorum.
Les formes irlandaises vont rencontrer celles de l'Italie du Nord, (les Mérovingiens étendant leur pouvoir jusqu'en Lombardie. Ainsi, le monastère de Luxeuil devient non seulement un centre de production de manuscrits enluminés, mais aussi un centre de diffusion de livres en provenance d'Italie où Saint Colomban avait fondé en 612 le monastère de Bobbio.

## Caractéristiques

### Types de manuscrits
Les manuscrits produits à cette époque sont essentiellement destinés à la pratique du culte au sein des monastères et non à l'évangélisation des populations. Les évangéliaires sont donc plus rares que les missels, sacramentaires, lectionnaires, etc., du moins parmi les manuscrits enluminés. Les livres des pères de l'Église sont par ailleurs privilégiés comme saint Augustin ou saint Grégoire.

### Les ornements
Le style de ces enluminures est essentiellement ornemental, et les représentations de la figure humaine sont extrêmement rares et n'arrive qu'à la fin de la période. Plusieurs types d'ornement typiques se retrouvent dans les manuscrits mérovingiens.
Les manuscrits ne contiennent pas de grandes lettrines occupant une pleine page mais le texte commence généralement par une lettrine intégrée au texte ou par un titre décoré, accompagné d'arcades encadrant le texte. Le sacramentaire gélasien contient ainsi à chaque début de partie du missel un grand portique encadrant le texte,.
Un soin particulier est apporté à la calligraphie du texte. Alors que les artistes insulaires qui dessinent à main levée les arabesques et les entrelacs des grandes pages de leurs livres, les artistes mérovingiens utilisent systématiquement la règle et le compas pour tracer les initiales. Les lettrines et parfois plusieurs mots entiers du texte sont ornées de motifs végétaux et animaux (surtout des oiseaux et des poissons) qui se mêlent à des motifs abstraits géométriques. Au fur et à mesure, ces animaux quittent leur forme géométrique pour prendre de plus en plus l'apparence de véritables animaux. Dans quelques manuscrits apparaissent les premières lettrines zoomorphes et anthropomorphes de l'histoire de l'enluminure. Ce sont des lettres qui ne servent pas de cadre pour la représentation d'un animal ou d'un être humain, mais qui sont constituées par un ou plusieurs de ces êtres formant la lettre ou ses différentes parties. Par exemple, au f° 132 du Sacramentarium Gelasianum, les lettres du mot « NOVERIT » sont constituées d'oiseaux et de poissons. L'artiste chargé de ces décorations était généralement le même que celui de copier le texte.
Le motif chrétien presque omniprésent est la croix. Elle couvre parfois une page complète, parfois intégrée à une page tapis, comme dans les manuscrits irlandais.

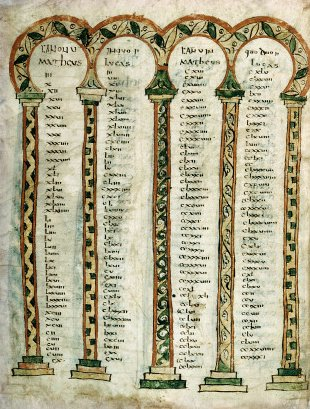
Tables de concordances des Évangiles. Évangéliaire de Gundohinus, vers 755.
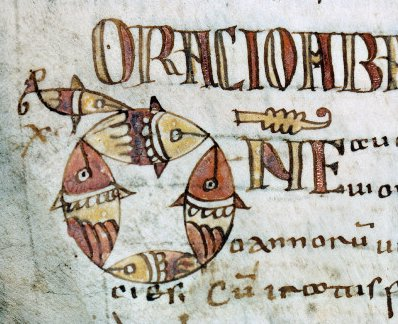
Lettre D (Domine) tracée au compas. Milieu du VIIIe siècle.
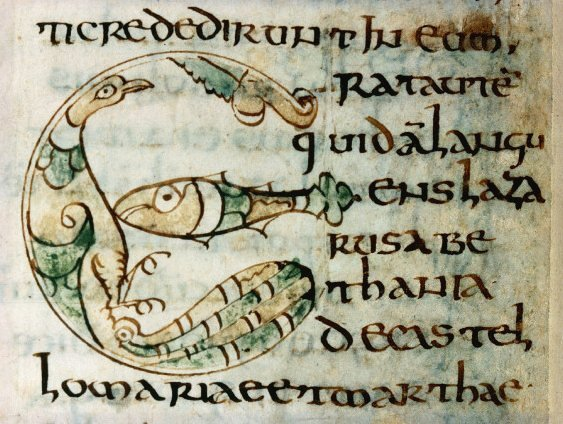
Lettre zoomorphe, vers 755.

### Les premières représentations humaines
Si des personnages apparaissent vers la fin de cette époque, il ne s'agit pas d'enluminures à proprement parler historiées, c'est-à-dire représentant une scène tirée de la Bible. Le premier manuscrit encore conservé à comporter des représentations humaines est le sacramentaire de Gellone. Des portraits d'évangélistes se retrouvent pour la première fois dans l'évangéliaire de Gundohinus.

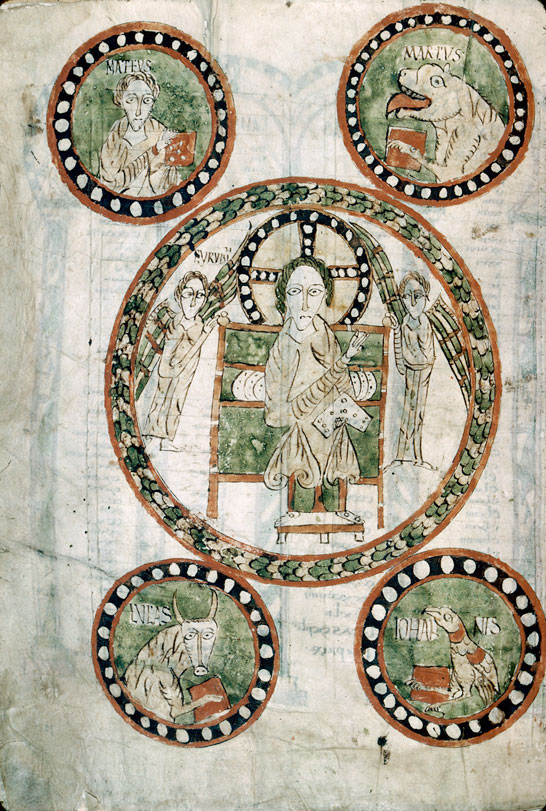
Évangéliaire de Gundohinus (755), Christ en gloire, Anges et Tétramorphe.
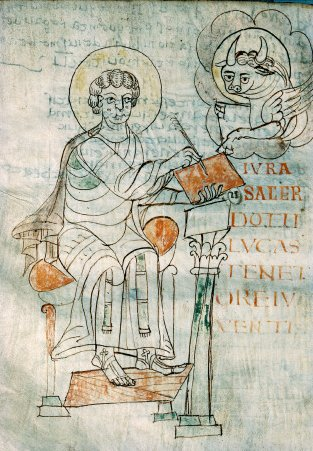
Saint Luc et son symbole. Autun, Ms.5, f.94v.
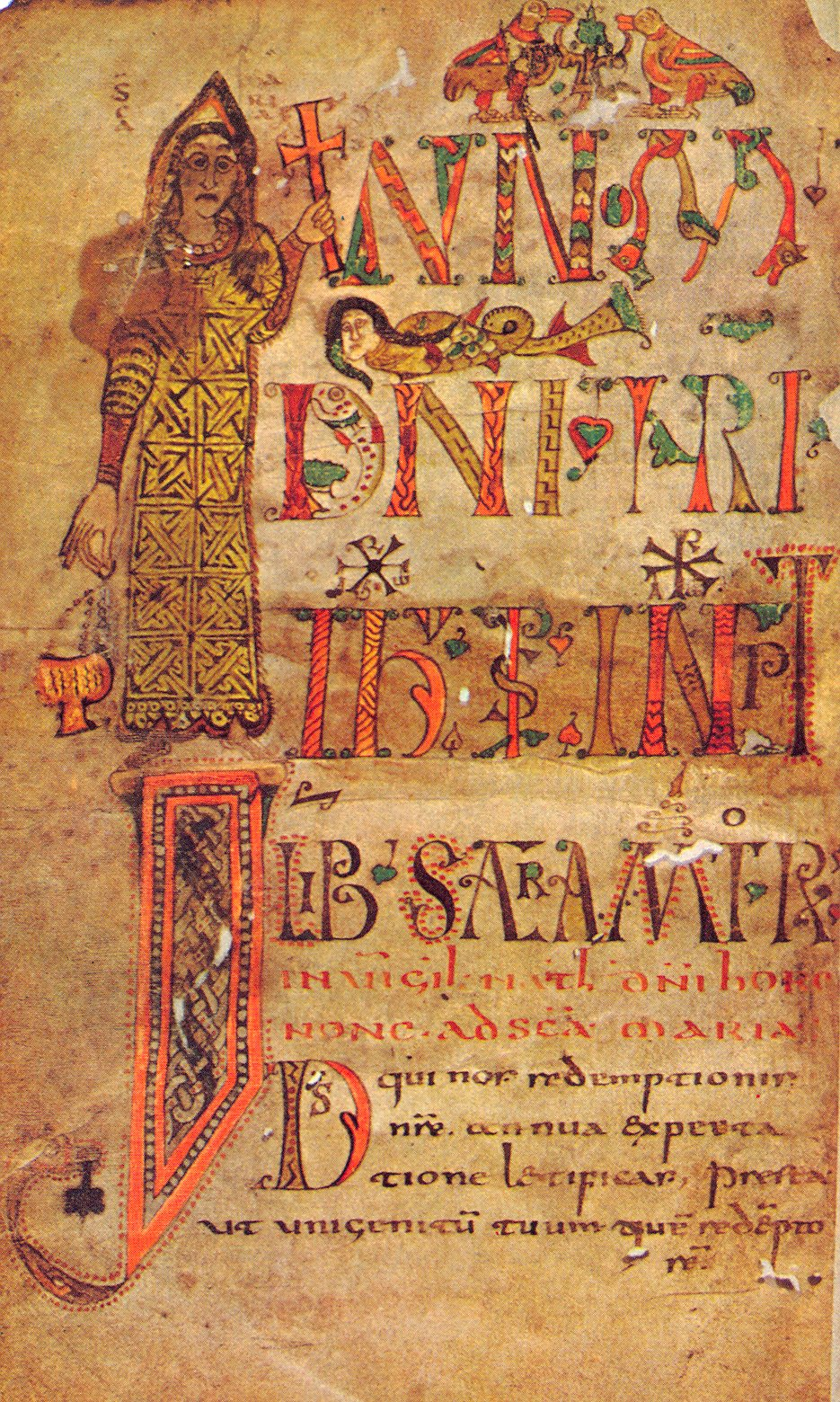
Folio 1 verso du Sacramentaire de Gellone.

### Influences et sources d'inspiration
L'influence byzantine notamment, se fait souvent sentir. Certains historiens ont émis l'hypothèse selon laquelle les enlumineurs mérovingiens ont pris parfois comme modèles des motifs trouvés sur des tissus orientaux ayant enveloppé des reliques. Le sacramentaire de Gellone, par exemple, semble par certains aspects très proche des livres byzantins.
Plusieurs centres sont aussi influencés par l'enluminure insulaire. Plusieurs abbayes, fondées par des abbés venues d'Irlande ou de Northumbrie, sont des lieux de productions de manuscrits mêlant les deux styles et parfois des artistes venus des îles et du continent. C'est le cas notamment à l'abbaye d'Echternach, où a été réalisé l'évangéliaire de Trèves vers 700-750. Le style qui s'y développe est parfois désigné sous le nom de franco-saxon.

## Centres de production et manuscrits célèbres
À quelques exceptions près, la localisation précise du lieu de production des manuscrits mérovingiens n'est pas assurée et sont parfois remises en cause.

### Laon
Ce siège épiscopal, fondé par saint Remi au début du VIe siècle est une notable exception parmi d'autres au déclin culturel des Cités. Toujours dominée par ses évêques, Laon est demeurée, pendant la période mérovingienne et carolingienne, un centre artistique et intellectuel vivant, et notamment l'abbaye colombanienne Saint-Vincent.
Principaux manuscrits :
- Quaestiones in Heptateuchon de saint Augustin (Bibliothèque nationale).
- les codex 137 et 423 (Bibliothèque de Laon)[8].

### Monastère de Luxeuil
En 590, saint Colomban fonde le monastère de Luxeuil dans les Vosges. Le scriptorium de cette abbaye acquiert quelques décennies après une haute réputation de qualité. Pillée et ravagée par les Sarrasins, qui massacrèrent tous les moines, en 731 ou 732, l'abbaye fut relevée par Charlemagne qui la confia aux bénédictins. L'abbaye a donné son nom à une écriture particulière, sans que l'on puisse dire avec assurance qu'elle a pu être créée dans son scriptorium. Elle se retrouve dans plusieurs manuscrits dont le lieu de réalisation reste sujet à controverse :
- In Epistolam Joannis ad Parthos tractatus decem Augustin d'Hippone, daté vers 669, Pierpont Morgan Library (M.334)[9].
- Lectionnaire dit de Luxeuil, Bibliothèque nationale, Lat. 9427.
- Missale Gothicum, sacramentaire produit vers 700. Vatican, Reg. Lat. 317.
- Codex Ragyntrudis, textes des Pères de l'Église, Bibliothèque de la cathédrale de Fulda (Hesse, Allemagne).
- Œuvres de saint Augustin, vers 730, actuellement à la Herzog August Bibliothek de Wolfenbüttel (Basse-Saxe (Weissenburg 99), Allemagne).

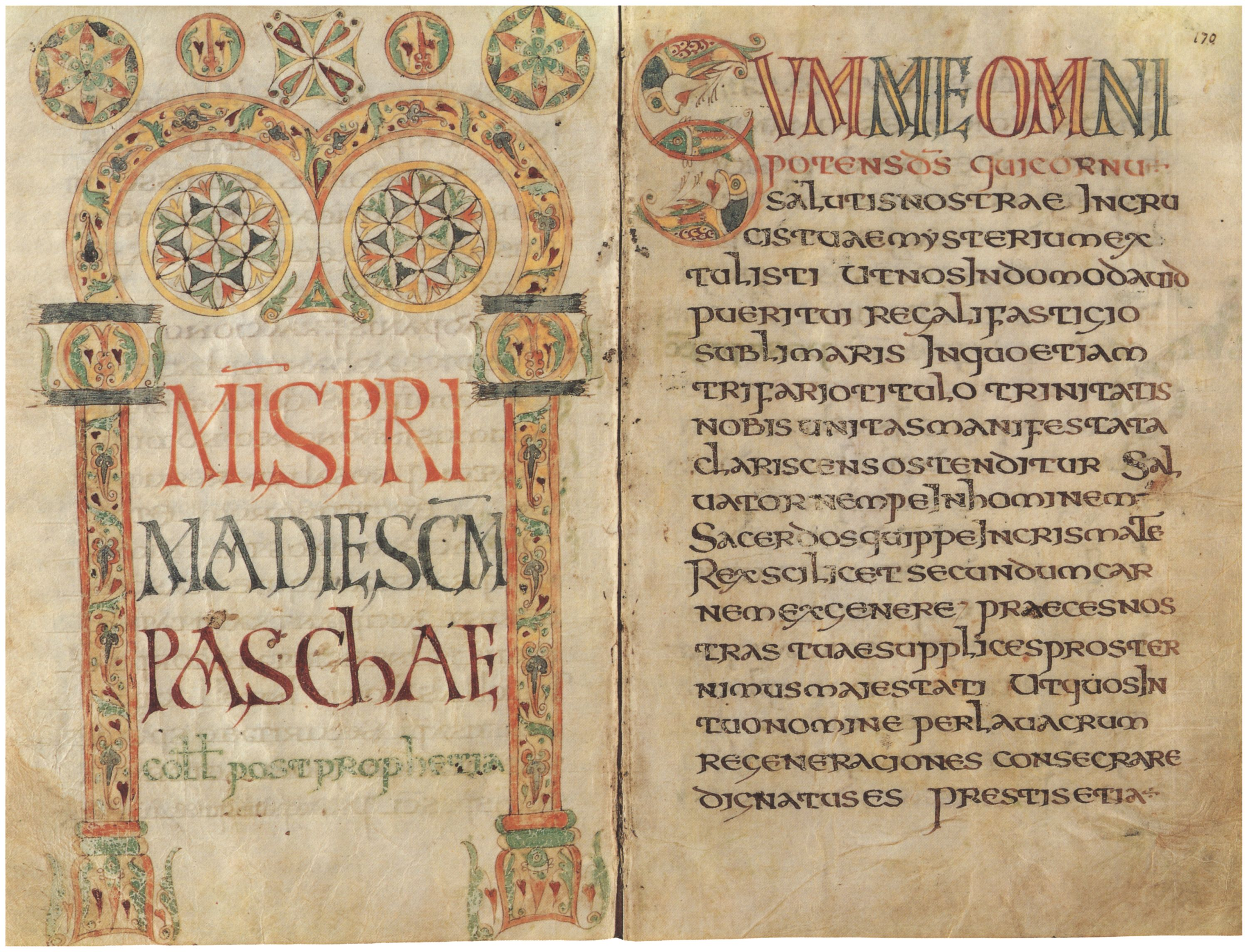
Missale Gothicum
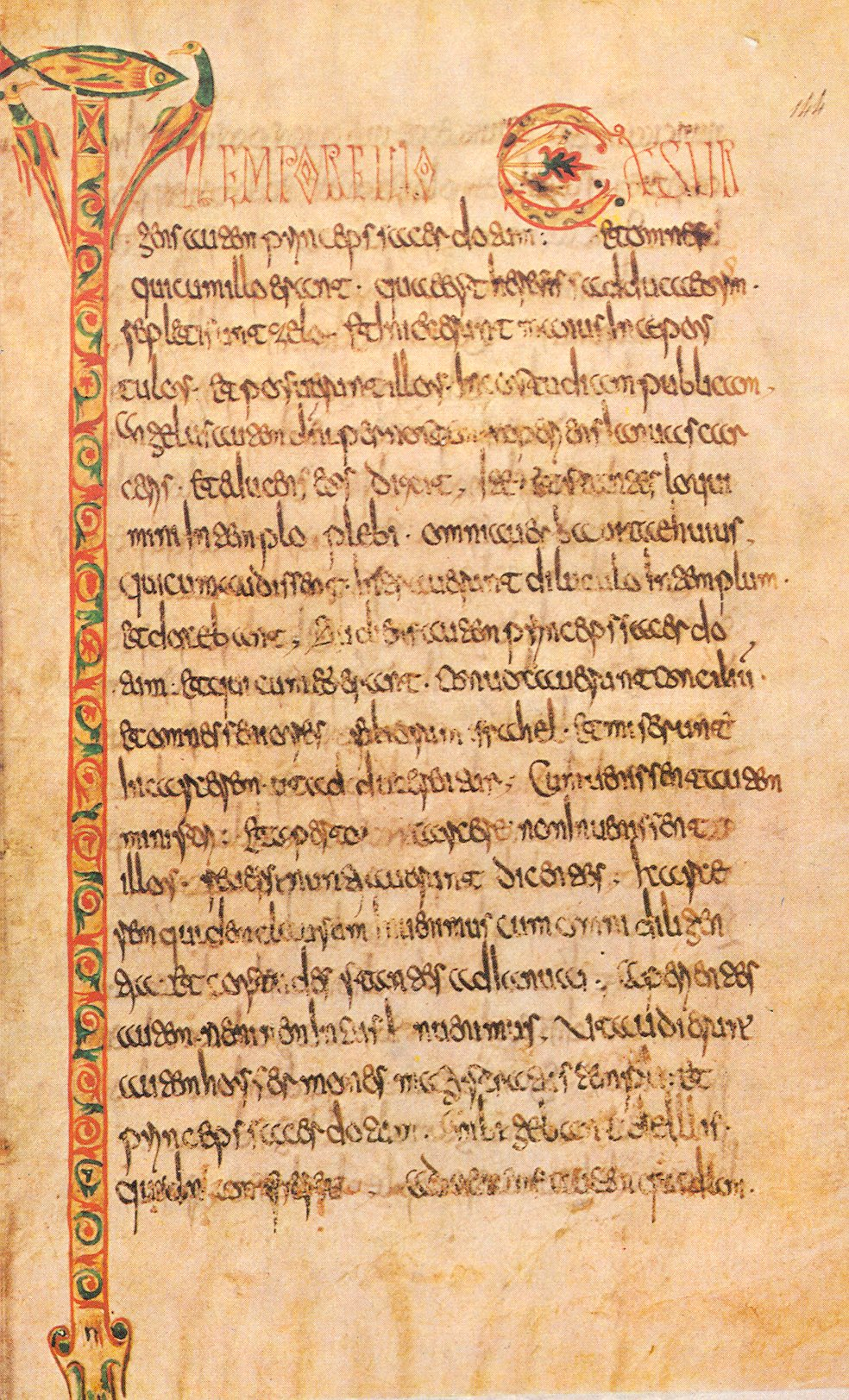
Lectionnaire de Luxeuil, f.144

### Corbie
Située dans la Somme, près d'Amiens, l'abbaye fut fondée par sainte Bathilde. Les manuscrits produits sur place utilisent moins les animaux mais plus d'ornements comme l'« œil de taureau » (un cercle avec un point au milieu). À partir du milieu du VIIIe siècle, on retrouve de plus en plus d'entrelacs. Principaux manuscrits :
- Commentaire d'Ézéchiel par saint Grégoire (2e quart du VIIe siècle. Bibliothèque de Saint-Pétersbourg (Q.V.I.14)[11].
- Règle de Saint Basile, vers 700. Ouvrage conservé à la Bibliothèque nationale russe de Saint-Pétersbourg.
- Hexaemeron (en) (370-390), dit de Saint Ambroise (pour la traduction latine de l'original grec de Basile de Césarée)[12], 2e moitié du VIIIe siècle, Bibliothèque nationale de France.
- un manuscrit de L'Exposition mystique sur le Cantique des cantiques de Juste d'Urgell, vers 700, Bibliothèque Vallicelliane, Rome (B.62).

### Chelles
Chelles, en Seine-et-Marne, était le siège d'un palais mérovingien. En 584, Chilpéric Ier y fut assassiné sur ordre du maire du palais Landry, amant de Frédégonde, la propre épouse du roi. Une première abbaye de moniales fut fondée par sainte Clotilde au VIe siècle. Elle fut rebâtie au VIIe siècle par sainte Bathilde, épouse de Clovis II. L'historien Bernard Bischoff a montré que neuf moniales de cette abbaye, dont les noms sont connus, ont copié et enluminé à la fin de l'ère mérovingienne, trois manuscrits pour l'archichapelain de Charlemagne, l'évêque Hildebald de Cologne. Il s'agit des Ms. 63, 65, 67, fin du VIIIe siècle, actuellement à la bibliothèque de la cathédrale de Cologne.

### Abbaye de Saint-Denis
Le scriptorium de l'abbaye de Saint-Denis, protégée par Charles Martel et Pépin le Bref, est, selon certains historiens, peut-être le lieu de production d'un des plus célèbres manuscrits enluminés mérovingiens : le Sacramentaire gélasien qui garde la trace des transformations de la liturgie dues à saint Gelase. Vatican, Bibliothèque apostolique, Reg. Lat. 316.

### Le Sacramentaire de Gellone

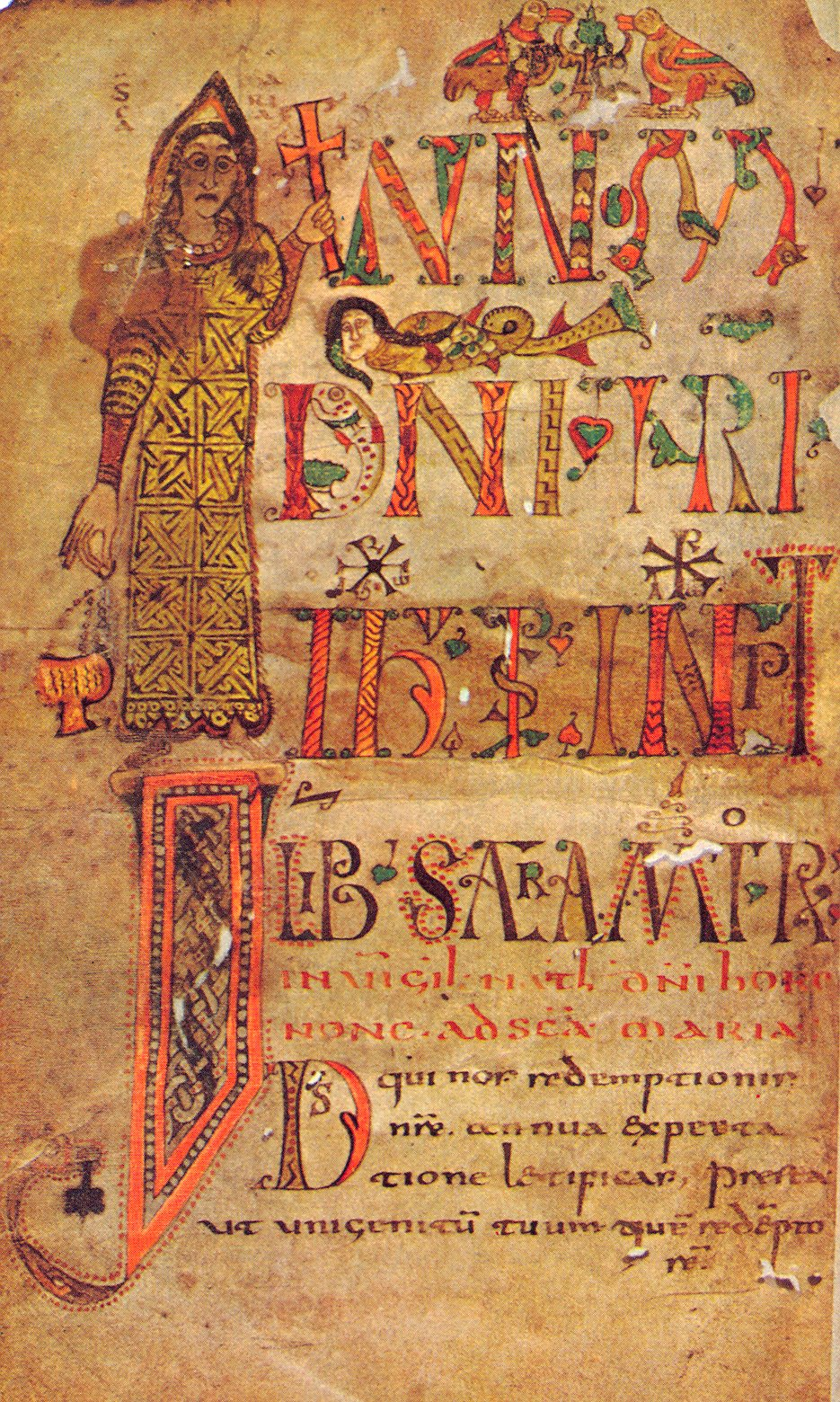
Folio 1v du sacramentaire de Gellone.

Le Sacramentaire de Gellone (qui tient son nom de Guillaume de Gellone - petit-fils, par sa mère, de Charles Martel et donc cousin de Charlemagne), Bibliothèque nationale, Ms. Latin 12048, a sans doute été offert par Charlemagne à Guilhem. Le livre est important sur le plan théologique car son apparition est contemporaine d'un retour à la liturgie romaine en Septimanie, où les Wisigoths avaient autrefois imposé les rites de l'Église d'Espagne. Les nouveaux rites étaient ceux définis par les papes Gelase Ier et Grégoire Ier. Après analyse paléographique, plusieurs indices font penser qu'il provient d'un monastère double du diocèse de Meaux.